# Артес-де-Беарн
Арте́с-де-Беа́рн (фр. Arthez-de-Béarn) — коммуна во Франции, находится в регионе Аквитания. Департамент коммуны — Атлантические Пиренеи. Входит в состав кантона Арти-э-Пеи-де-Субестр. Округ коммуны — По.
Код INSEE коммуны 64057.
Через коммуну проходят автодороги D31, D275 и D946, а также паломническая дорога к могиле апостола Иакова в испанском городе Сантьяго-де-Компостела.

## Население
Население коммуны на 2008 год составляло 1759 человек.
| 1962 | 1968 | 1975 | 1982 | 1990 | 1999 | 2008 |
| ---- | ---- | ---- | ---- | ---- | ---- | ---- |
| 1218 | 1399 | 1529 | 1546 | 1640 | 1579 | 1759 |

## Экономика
В 2007 году среди 1005 человек в трудоспособном возрасте (15-64 лет) 750 были экономически активными, 255 — неактивными (показатель активности — 74,6 %, в 1999 году было 66,8 %). Из 750 активных работали 695 человек (381 мужчина и 314 женщин), безработных было 55 (18 мужчин и 37 женщин). Среди 255 неактивных 69 человек были учениками или студентами, 101 — пенсионерами, 85 были неактивными по другим причинам.

## Образование
В Артес-де-Беарн есть две начальные школы и коллеж, а также музыкальная школа и школа юных пожарников.

## Достопримечательности
- Церковь Сент-Этьен (1887 год). Памятник культурного наследия[2]
- Часовня Кобен, исторический памятник с 1913 года[3]

## Города-побратимы
- Боген (Германия, с 1982)[4]
- Бьескас (Испания, с 1996)[4]
- Олите (Испания, с 1997)[4]

## Фотогалерея

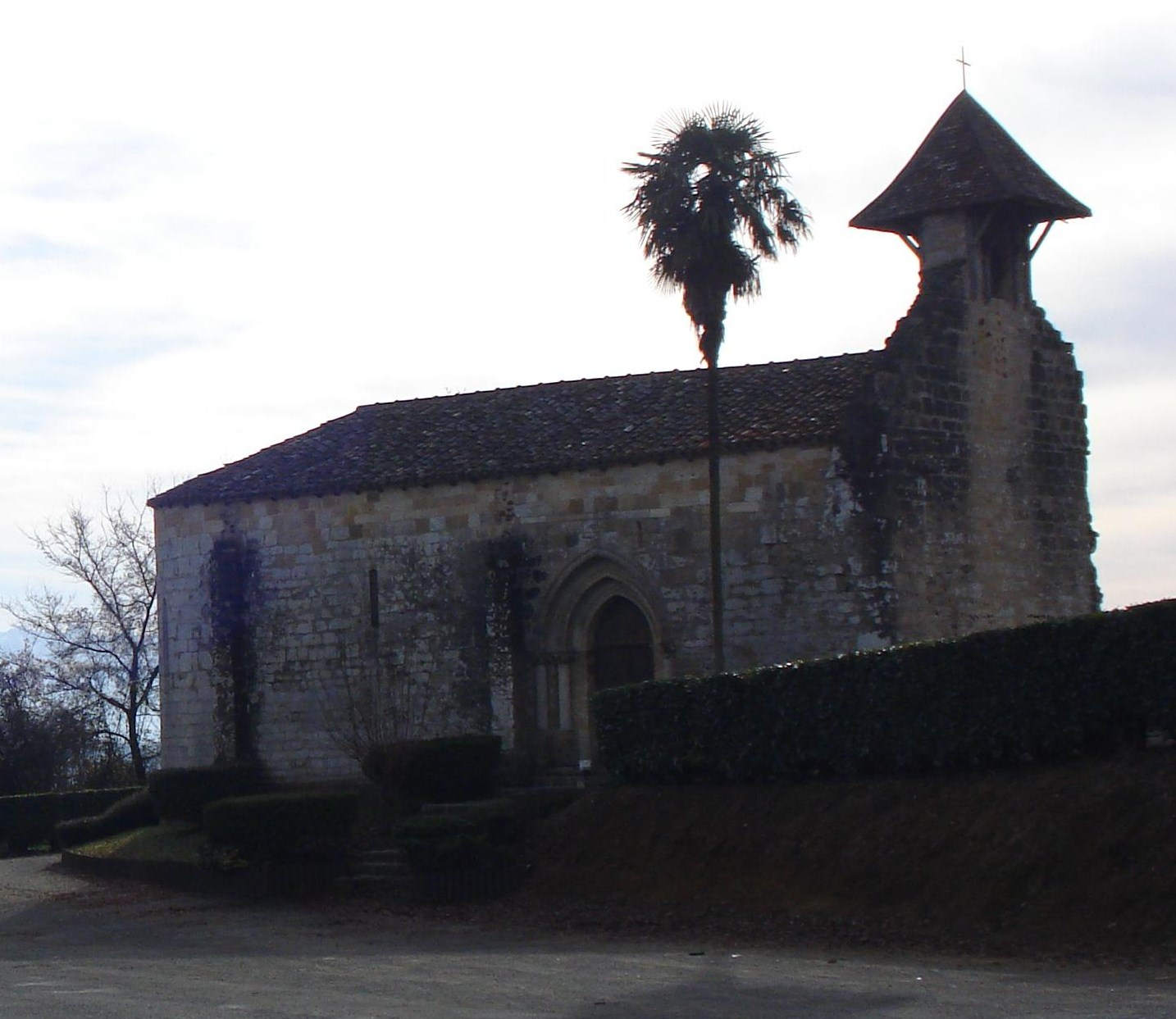
Часовня
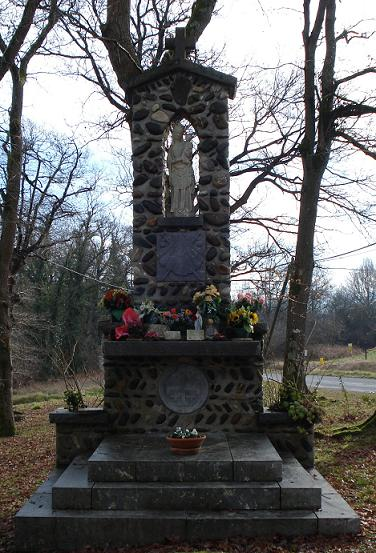
Ораторий Кобен
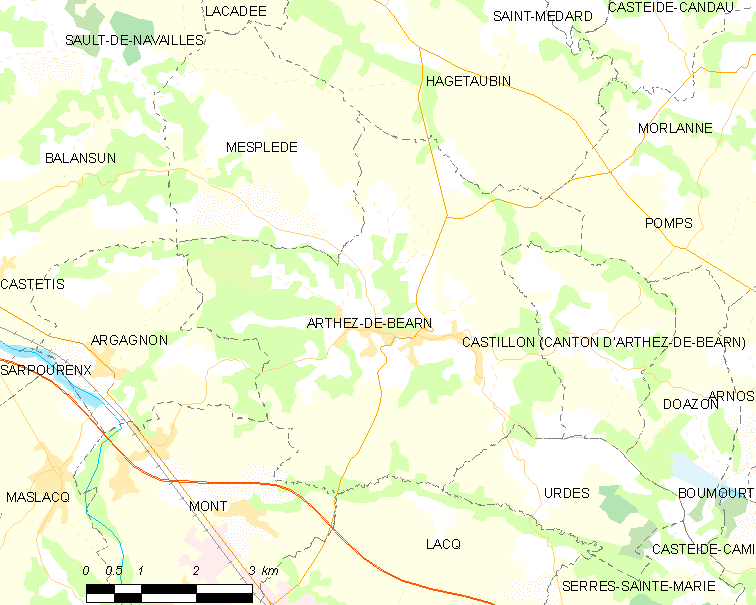
Карта коммуны